# سلسفي مقنزع
السلسفي المُقَنْزَع أو الدَبَح المُقَنْزَع أو الرُبَحْلَة (باللاتينية: Scorzonera papposa) نوع نباتي ينتمي إلى جنس السلسفي من الفصيلة النجمية.

## الموئل والانتشار
ينتشر في بلاد الشام وسيناء وتركيا وأرمينيا.